# Удай Сінґх I
Удай Сінґх I (гінді उदयसिंह प्रथम; д/н —1473) — магарана Мевару в 1468–1473 роках. Мав прізвисько Хат'яра (Вбивця).

## Життєпис
Походив з династії Сесодія. Син Кумбхи Сінґха. Відомостей про нього обмаль. 1468 року влаштував змову, внаслідок якої було повалено і вбито батька. За це отримав своє прізвисько. Втім ймовірно не здобув широкої підтримки знаті, внаслідок чого вирішив спиратися на союз з малавським султаном Гіят Шахом. Але невдовзі за цим зазнав поразки у війні проти Джодхи Ратхор, рао Марвару, втративши міста Аджмер і Самбхар.
Згодом вирішив влаштувати шлюб своє доньки з Гіят Шахом, залишивши в Манду — столиці Малави — своїх синів вирішив повернутися до Читтору для виконання умов шлюбного договору. На шляху до своєї столиці 1473 року магарану було вбито із засідки за наказом брата Раймала, який оголосив, що Удай Сінґх I загинув від удару блискавки. Владув князівстві захопив Раймал Сінґх.